# オリンピック・アレス
オランピック・ダレー・アン・セヴェンヌ（フランス語: Olympique d'Alès en Cévennes）は、フランス・アレスに本拠地を置くサッカークラブチーム。地域を同じくするニーム・オリンピックとはライバル関係にある。
1923年、市内の3つのクラブが合併し設立。1932年に初めてトップリーグに昇格して以来、これまでに6シーズンの1部在籍経験がある。
2002-03シーズン、財政破綻によりフランス全国選手権(3部)からのラングドック＝ルシヨン地域リーグ・Division d'Honneur(6部)への降格処分を受ける。さらにその後も浮上のきっかけをつかめず、2005-2006シーズンには3度の監督交代を実施するほど低迷。これらの交代は功を奏すことなく、チームはクラブ史上最低となるDivision d'Honneur Régionale(7部)に所属することとなった。
2006年、これを機に運営体制を一新。元アレスの選手であったJosé Carrascosaを監督に迎え、シーズン終了後には見事6部へと復帰した。

## タイトル

### 国内タイトル
- リーグ・ドゥ（ディヴィジョン・ドゥ）：1回

1956-1957

### 国際タイトル
なし

## 過去の成績
- 2005-06 ラングドック＝ルシヨン地域リーグ・Division d'Honneur　14位　降格
- 2006-07 ラングドック＝ルシヨン地域リーグ・Division d'Honneur Régionale・グループA　優勝　昇格
- 2007-08 ラングドック＝ルシヨン地域リーグ・Division d'Honneur　4位
- 2008-09 ラングドック＝ルシヨン地域リーグ・Division d'Honneur　6位
- 2009-10 ラングドック＝ルシヨン地域リーグ・Division d'Honneur　2位
- 2010-11 ラングドック＝ルシヨン地域リーグ・Division d'Honneur　2位
- 2011-12 ラングドック＝ルシヨン地域リーグ・Division d'Honneur　8位
- 2012-13 ラングドック＝ルシヨン地域リーグ・Division d'Honneur　優勝　昇格
- 2013-14 フランスアマチュア選手権2・グループE　7位
- 2014-15 フランスアマチュア選手権2・グループG　5位

## 歴代所属選手
- ベルナール・ボスキエ 1959-1961
- サブリ・ラムシ 1991-1994
- ナビル・エル・ザール 1996-1999
- フランク・リベリー 2002-2003